# Frozen in Time
Frozen in Time (česky Zamrzlý v čase) je šesté studiové album americké death metalové skupiny Obituary. Vydáno bylo v roce 2005 hudebním vydavatelstvím Roadrunner Records. Bylo nahráno ve studiu Red Room Recorders ve floridské Tampě ve spolupráci s producentem Scottem Burnsem (který jej produkoval pro Obituary po 11 letech od alba World Demise), mix a mastering proběhl ve studiu Morrisound Recording, rovněž v Tampě. V roce 2011 vyšlo jako vinylové LP.
Ke skladbě Insane vznikl videoklip.

## Seznam skladeb
1. "Redneck Stomp" – 3:32
2. "On the Floor" – 3:10
3. "Insane" – 3:25
4. "Blindsided" – 2:56
5. "Back Inside" – 2:42
6. "Mindset" – 3:54
7. "Stand Alone" – 3:44
8. "Slow Death" – 3:03
9. "Denied" – 3:37
10. "Lockjaw" – 4:13

Bonusové skladby (japonská edice)
11. Threatening Skies [live] – 2:39

12. By the Light [live] – 2:56

## Sestava
- John Tardy – vokály
- Allen West – kytara
- Trevor Peres – kytara
- Frank Watkins – baskytara
- Donald Tardy – bicí